# Tryckarfiskar
Tryckarfiskar (Balistidae) är en familj i ordningen blåsfiskartade fiskar. Tryckarfiskar lever i tropiska vatten, gärna i korallrev. De går att finna i varmare områden i Stilla havet, Atlanten och Indiska oceanen. Familjen har fått sitt namn av att fiskarna vid fara simmar in i håligheter och sedan kan fälla upp sin ryggfena för att på så sätt låsa fast sig. De blir ungefär 30 cm till 70 cm långa.

## Taxonomi
Familjen tryckarfiskar, Balistidae, ingår i ordningen Tetraodontiformes tillsammans med bland annat Filfiskar, Blåsfiskar och Klumpfiskar.

### Ordning
Utmärkande för ordningen Tetraodontiform är att de familjer som ingår skiljer sig mycket från varandra gällande anatomi och levnadsförhållanden.

### Arter
Lista över alla 42 arter som ingår i familjen tryckarfiskar, uppdelade på 12 släkten.
- Abalistes
  - Abalistes filamentosus
  - Abalistes stellaris
  - Abalistes stellatus
- Balistapus
  - Orangerandig tryckarfisk (Balistapus undulatus)
- Balistes
  - Gråtryckarfisk (Balistes capriscus)
  - Balistes ellioti
  - Balistes polylepis
  - Balistes punctatus
  - Balistes rotundatus
  - Drottningtryckare (Balistes vetula)
  - Balistes willughbeii
- Balistoides
  - Clowntryckare (Balistoides conspicillum), även känd som Leopardtryckarfisk (Balistoides niger)[5]
  - Titantryckarfisk (Balistoides viridescens)
- Canthidermis
  - Canthidermis macrolepis
  - Fläckig tryckarfisk (Canthidermis maculata)
  - Oceanisk tryckarfisk (Canthidermis sufflamen)
- Melichthys
  - Melichthys indicus
  - Melichthys niger
  - Melichthys vidua
- Odonus
  - Blå tryckare (Odonus niger)
- Pseudobalistes
  - Pseudobalistes flavimarginatus
  - Pseudobalistes fuscus
  - Pseudobalistes naufragium
- Rhinecanthus
  - Rhinecanthus abyssus
  - Picassotryckare (Rhinecanthus aculeatus)
  - Arabisk picassofisk (Rhinecanthus assasi)
  - Rhinecanthus cinereus
  - Rhinecanthus lunula
  - Kilfläckstryckare (Rhinecanthus rectangulus)
  - Rhinecanthus verrucosus
- Sufflamen
  - Sufflamen albicaudatum
  - Sufflamen bursa
  - Sufflamen chrysopterum
  - Sufflamen fraenatum
  - Sufflamen verres
- Xanthichthys
  - Xanthichthys auromarginatus
  - Xanthichthys caeruleolineatus
  - Xanthichthys lima
  - Xanthichthys lineopunctatus
  - Xanthichthys mento
  - Xanthichthys ringens
- Xenobalistes
  - Xenobalistes tumidipectoris

## Namn
Namnet Tryckarfisk kommer från den främre ryggfenan, bestående av tre skelettben, som fisken kan fälla rakt ut från kroppen. Ett av benen ("tryckaren") används som en stötta till det största benet, och kan låsa fenan i en erigerad position. Fenan fungerar som hulling när den är utfälld om fisken ligger i en skreva eller grotta, och gör det svårare för större fiskar att komma åt tryckarfisken. Om en angripare ändå får tag i en tryckarfisk gör den utstickande vassa fenan det svårt att svälja fisken. När fenan fälls ner igen döljs den i en fördjupning på fiskens rygg.

## Anatomi och utseende
De olika arterna av tryckarfisk är ofta färgglada och starkt mönstrade, och fisken är populär bland dykare och akvarieägare. De är så uppskattade som akvariefiskar att vissa arter nu är hotade på grund av för stor fångst. Gemensamt för alla arter är storlek och form på den bakre ryggfenan och analfenan. Fiskens största omkrets är runt kroppen framför analfenan.
I fiskens käkar sitter hårda tänder - åtta yttre och sex inre i varje käke - anpassade för att knäcka snäckskal och exoskelett. På vissa av arterna sticker tänderna ut vilket bidrar till ett skrämmande utseende. Fiskens ögon sitter högt upp på huvudet och kan rotera separat. Fjällen är stora vilket ger ett bra försvar mot större rovfiskar.
Familjen tryckarfiskar har ett mycket ovanligt simsätt, då de nästan enbart använder sig av analfenan och den bakre ryggfenan för att röra sig i vattnet. De flesta andra fiskar propellerar sig framåt med hjälp av stjärtfenan. Även tryckarfisken kan dock i sällsynta fall använda sig av stjärtfenan för kortare snabba spurtar. Då endast bakre ryggfena och analfena används för att simma och stjärtfenan vilar ser tryckarfisken ovanligt stel ut i rörelse. Den muskulösa kroppen förefaller knappt röra sig trots att fisken simmar framåt. Fiskarnas små bukfenor används för att förfina de finmotoriska rörelserna och rör sig nästan oupphörligen. Den snabbt vibrerande fenan ger Tryckarfisken mycket exakta och kontrollerade rörelser, även i jämförelse med andra fiskar.
Storlek på vuxna individer varierar från cirka tre decimeter till den största arten Pseudobalistes naufragium (Stone Triggerfish), som har uppmätts till en meter.

## Föda
Tryckarfiskar lever bland korallrev och alger i grunt vatten. Fiskens föda består av smålevande djur som krabbor och snäckor som gömmer sig i gyttjan på botten. Fisken placerar sig ovanför botten och sprutar vattenstrålar ur munnen och viftar med fenorna för att blottlägga sitt byte.
Även sjöborrar ingår i tryckarfiskens föda. Tryckarfisken sprutar vatten på borren för att tippa omkull den, eller använder sig av sina vassa käkar för att vända på den. Eftersom sjöborrarna har färre vassa piggar på sin mage är det lättare att komma åt dess innanmäte underifrån.

## Beteende
Tryckarfiskar är till största delen ensamlevande fiskar. De är populära som akvariefiskar men har ett hetsigt temperament, och med sina starka muskler och hårda käkar kan de orsaka skador i sin omgivning.

### Parning
Det vanligaste bland fiskar är att föräldraansvaret upphör efter parning, och de befruktade äggen överges av föräldrarna. Hos de fiskarter där föräldrarna tar hand om ägg och ungar är det i regel hanens ansvar. De flesta arter av tryckarfiskar skiljer sig från det normala i det att antingen honan eller föräldrarna tillsammans ansvarar för att ta hand om de befruktade ägg och kläckta yngel.
Inom familjen tryckarfiskar finns olika parningsbeteenden. Vissa arter parar sig monogamt och andra är polyandriska, med en dominant hane och några honor. För de flesta arter gäller att den ena parten simmar till det område där parning ska ske, och förbereder flera bon på havsbotten. Den andra parten anländer senare och efter en parningsritual befruktas ägg i omgångar, som placeras i högar i olika bon. Honan eller båda föräldrarna stannar sedan i området där äggen ligger och tar hand om dem, de plockar bort parasiter och blåser vatten på bona för att syresätta äggen.

### Territoriskt beteende
Många av tryckarfiskarna uppvisar ett aggressivt beteende, speciellt i området runt sina bon. Om en inkräktade dyker upp gör fisken utfall för att skrämma bort hotet. Om det inte räcker med hot attackerar tryckarfisken. Med sin muskulösa kropp och sin visserligen lilla men mycket kraftfulla käke kan tryckarfisken orsaka skada på dykare som kommer för nära. 

### Hermafroditism
Hos vissa arter av tryckarfiskar förekommer sekventiell hermafroditism, vilket innebär att individuella fiskar under sitt liv byter från ett kön till ett annat. En vanlig anledning till att sekventiell hermafroditism uppstår i naturen är att hanar är i underskott, eller att en dominerande hane försvinner. Det allra vanligaste scenariot är då att den största honan byter kön. Hos arten halvmånetryckare inom tryckarfiskarna har det observerats ett mer ovanligt fenomen, där mindre honor byter kön om det saknas hanar. De individer som genomgår hermafroditism lever sedan som ensamlevande hanar tills de har vuxit tillräckligt mycket för att ta över som dominant hane.

## Ätbarhet
De flesta arter inom familjen tryckarfiskar är ätbara, men några kan orsaka matförgiftning som t.ex cigutera. Åsikten om tryckarfisk som föda varierar, men de har blivit mer populära som ingrediens på senare år.